# 沙莱 (夏朗德省)
沙莱（法語：Chalais，法語發音：[ʃalɛ]），法国西南部市镇，位于新阿基坦大区夏朗德省，隶属于昂古莱姆区，其市镇面积为17.58平方公里，2022年1月1日时人口数量为1,799人，在法国市镇中排名第5,996位。
沙莱位于夏朗德省南部，蒂德河畔，是一个区域性的中心城市，巴黎—波尔多铁路和多条公路在此交汇。

## 地名来源
沙莱的地名来源尚存在争议。根据法国地名学家乔治·多坦的论述，“Chalais”可能出自凯尔特人名“Caletus”。
沙莱所在区域历史上曾通行桑通日方言，该地历史上与使用利穆赞方言的佩里戈尔地区交流密切，“Chalais”在奥克语维基百科及Openstreetmap中被标记为“Chalés”。

## 历史

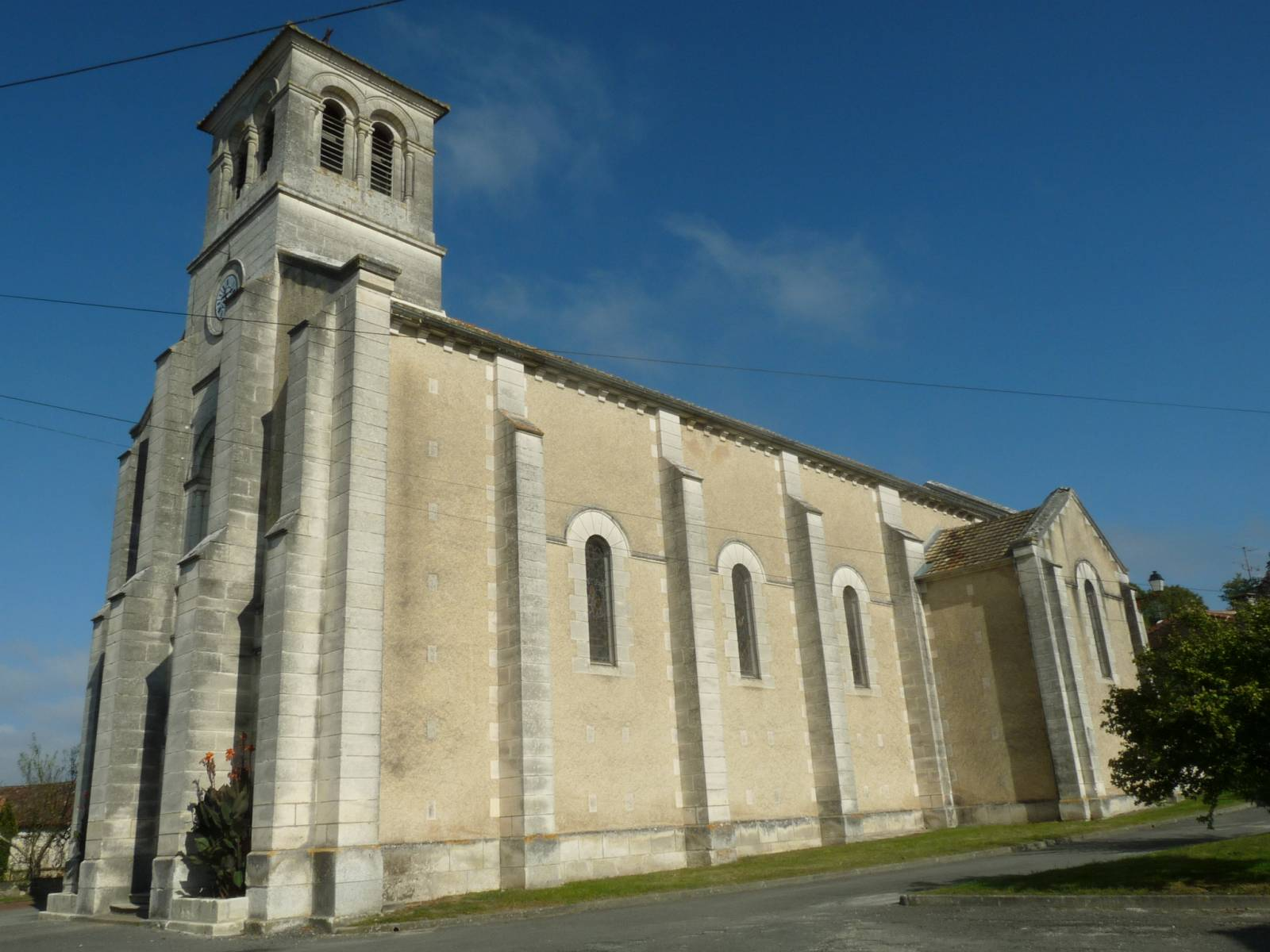
圣克里斯托夫教堂

沙莱最初于公元11世纪时被提及，其早期历史尚不清楚，一般认为当地的聚落形成与当地的城堡有关。公元13世纪时，沙莱领主的女儿阿涅丝（Agnès de Chalais）与佩里戈尔伯爵埃利·德·塔列朗-佩里戈尔通婚，沙莱成为佩里戈尔的一部分，其原有的家族庄园被扩建为沙莱城堡。英法百年战争期间，沙莱曾在英格兰和法兰西军队间几度易手，沙莱领主也因此在一些时段被称为“沙莱王子”（prince de Chalais）。1453年6月17日，为防止英格兰军队残余反攻，在法兰西统帅拉帕利斯的沙巴讷雅克一世的要求下，沙莱城堡被拆毁。16世纪初，沙莱城堡得以恢复重建。法国大革命后，沙莱成为夏朗德省的一个市镇。1852年，途径沙莱的巴黎—波尔多铁路建成通车，后又有多条交汇于此的地方铁路建成运营，沙莱火车站成为一个区域性的交通枢纽。20世纪初，随着公路交通的发展，连接沙莱的地方铁路相继关闭。1946年，圣克里斯托夫（Saint-Christophe）整体并入沙莱。1972年，圣玛丽（Sainte-Marie）和塞里尼亚克（Sérignac）两个市镇相继并入沙莱。1993至2014年间，沙莱和与之相邻的共11个市镇曾组建为沙莱地区市镇公共社区。

## 地理

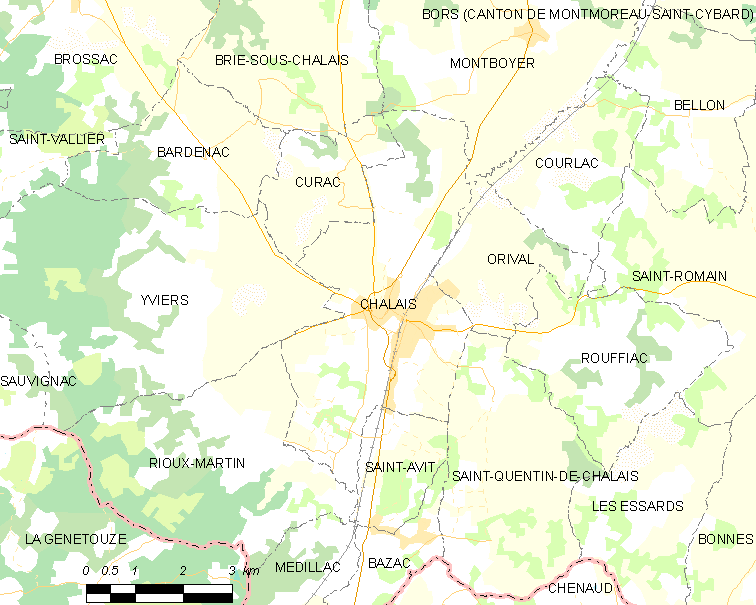
沙莱市镇范围地图

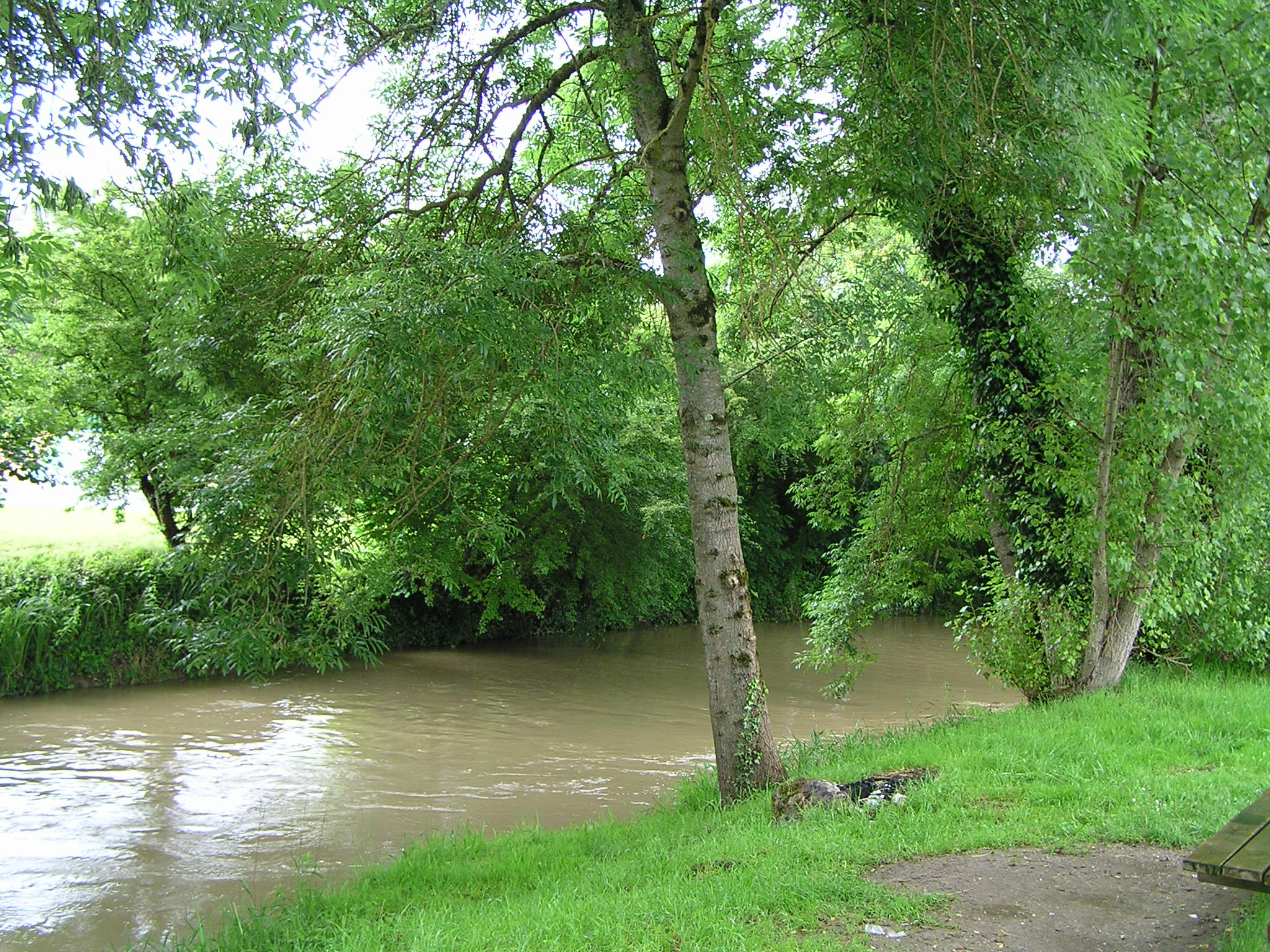
蒂德河

沙莱位于法国西南部，新阿基坦大区中西部和夏朗德省南部，距离省会昂古莱姆大约48公里。与沙莱接壤的市镇包括：屈拉克、蒙布瓦耶、奥里瓦勒、伊维耶、里乌马尔坦、圣康坦德沙莱和圣阿维。

### 地形
沙莱位于阿基坦盆地北部腹地，境内以浅丘为主，市镇中心以蒂德河为界，西侧为浅丘地区，部分区域起伏明显；东侧为平原地区，地势较为平坦，沙莱市镇全境海拔在35到130米之间。

### 水文
沙莱位于加龙河流域范围内，蒂德河自北向南流经沙莱镇中心，其右岸支流维沃罗讷河在此与其交汇。

### 植被
沙莱属于温带阔叶混交林区，林地广泛分布于河流附近。
在鲜花城市的评比中，沙莱被评为1星级鲜花城市。

### 气候
沙莱在柯本气候分类法中属于温带海洋性气候（Cfb）。
距离沙莱最近的常年气象站位于圣康坦德沙莱境内，以下为该气象站的数据（其中日照数据取自拉库罗讷气象站）：
| 圣康坦德沙莱 1981年－2010年 | 圣康坦德沙莱 1981年－2010年 | 圣康坦德沙莱 1981年－2010年 | 圣康坦德沙莱 1981年－2010年 | 圣康坦德沙莱 1981年－2010年 | 圣康坦德沙莱 1981年－2010年 | 圣康坦德沙莱 1981年－2010年 | 圣康坦德沙莱 1981年－2010年 | 圣康坦德沙莱 1981年－2010年 | 圣康坦德沙莱 1981年－2010年 | 圣康坦德沙莱 1981年－2010年 | 圣康坦德沙莱 1981年－2010年 | 圣康坦德沙莱 1981年－2010年 | 圣康坦德沙莱 1981年－2010年 |
| 月份                        | 1月                         | 2月                         | 3月                         | 4月                         | 5月                         | 6月                         | 7月                         | 8月                         | 9月                         | 10月                        | 11月                        | 12月                        | 全年                        |
| --------------------------- | --------------------------- | --------------------------- | --------------------------- | --------------------------- | --------------------------- | --------------------------- | --------------------------- | --------------------------- | --------------------------- | --------------------------- | --------------------------- | --------------------------- | --------------------------- |
| 历史最高温 °C（°F）         | 18.6 (65.5)                 | 23.8 (74.8)                 | 27 (81)                     | 31.5 (88.7)                 | 34.1 (93.4)                 | 39 (102)                    | 39 (102)                    | 41 (106)                    | 36.5 (97.7)                 | 30 (86)                     | 22.6 (72.7)                 | 19.2 (66.6)                 | 41 (106)                    |
| 平均高温 °C（°F）           | 9.9 (49.8)                  | 11.8 (53.2)                 | 15.6 (60.1)                 | 17.8 (64.0)                 | 22.4 (72.3)                 | 25.3 (77.5)                 | 27.6 (81.7)                 | 28.1 (82.6)                 | 24.2 (75.6)                 | 19.5 (67.1)                 | 13.2 (55.8)                 | 9.9 (49.8)                  | 18.8 (65.8)                 |
| 日均气温 °C（°F）           | 6.3 (43.3)                  | 7.1 (44.8)                  | 10 (50)                     | 12 (54)                     | 16.2 (61.2)                 | 18.9 (66.0)                 | 20.9 (69.6)                 | 21.1 (70.0)                 | 17.7 (63.9)                 | 14.4 (57.9)                 | 9 (48)                      | 6.5 (43.7)                  | 13.3 (55.9)                 |
| 平均低温 °C（°F）           | 2.6 (36.7)                  | 2.4 (36.3)                  | 4.3 (39.7)                  | 6.2 (43.2)                  | 10 (50)                     | 12.5 (54.5)                 | 14.1 (57.4)                 | 14.2 (57.6)                 | 11.3 (52.3)                 | 9.4 (48.9)                  | 4.8 (40.6)                  | 3 (37)                      | 7.9 (46.2)                  |
| 历史最低温 °C（°F）         | −9.4 (15.1)                 | −11 (12)                    | −11.1 (12.0)                | −3.5 (25.7)                 | 0 (32)                      | 1.2 (34.2)                  | 6.1 (43.0)                  | 5 (41)                      | 2 (36)                      | −4.2 (24.4)                 | −8.6 (16.5)                 | −10 (14)                    | −11.1 (12.0)                |
| 平均降水量 mm（）           | 79.7 (3.14)                 | 66.9 (2.63)                 | 59.4 (2.34)                 | 80.7 (3.18)                 | 66.9 (2.63)                 | 69.5 (2.74)                 | 56.1 (2.21)                 | 63.1 (2.48)                 | 75.9 (2.99)                 | 86.9 (3.42)                 | 89.3 (3.52)                 | 88.9 (3.50)                 | 883.3 (34.78)               |
| 月均日照時數                | 80                          | 122.2                       | 164                         | 191.4                       | 216.1                       | 267.7                       | 262.2                       | 236.7                       | 218.8                       | 149.8                       | 88.9                        | 91.8                        | 2,089.6                     |
| 来源：infoclimat            |                             |                             |                             |                             |                             |                             |                             |                             |                             |                             |                             |                             |                             |

## 行政区划
沙莱的市镇编号为16073，邮政编号为16210。
在行政管理方面，沙莱隶属于法国新阿基坦大区夏朗德省昂古莱姆区；在地方选举方面，沙莱是蒂德-拉瓦莱特县的中央投票站所在地，其市镇范围全境被划入夏朗德省第二选区；在社会管理方面，沙莱是拉瓦莱特-蒂德-德罗讷市镇公共社区的组成部分。
截至2023年8月，沙莱市镇范围内暂无任何城市敏感街区及城市政策优先街区。
法国国家统计与经济研究所（简称）在进行数据统计时，未将沙莱划入任何城市核心区（Unité urbaine）、城市区（Aire urbaine）及城市辐射区（Aire d'attraction）。此外，还将沙莱市镇整体看作一个“块区”（IRIS），以便于统计人口分布情况。

## 交通

### 公路
夏朗德省省道D2线、D20线、D77线、D134线、D136线、D140线、D674线和D771线在沙莱境内交汇。新阿基坦大区下属的城际客运提供校车线路，可前往巴伯济约-圣伊莱尔。
| 11 | 36 |

| 昂古莱姆 | 48 |

| 巴伯济约-圣伊莱尔 | 29 |

| 里贝拉克 | 29 |

2019年，56.2%的沙莱家庭拥有至少一辆私人汽车。2021年，沙莱境内共发生各类交通事故2起，造成3人重伤。

### 铁路

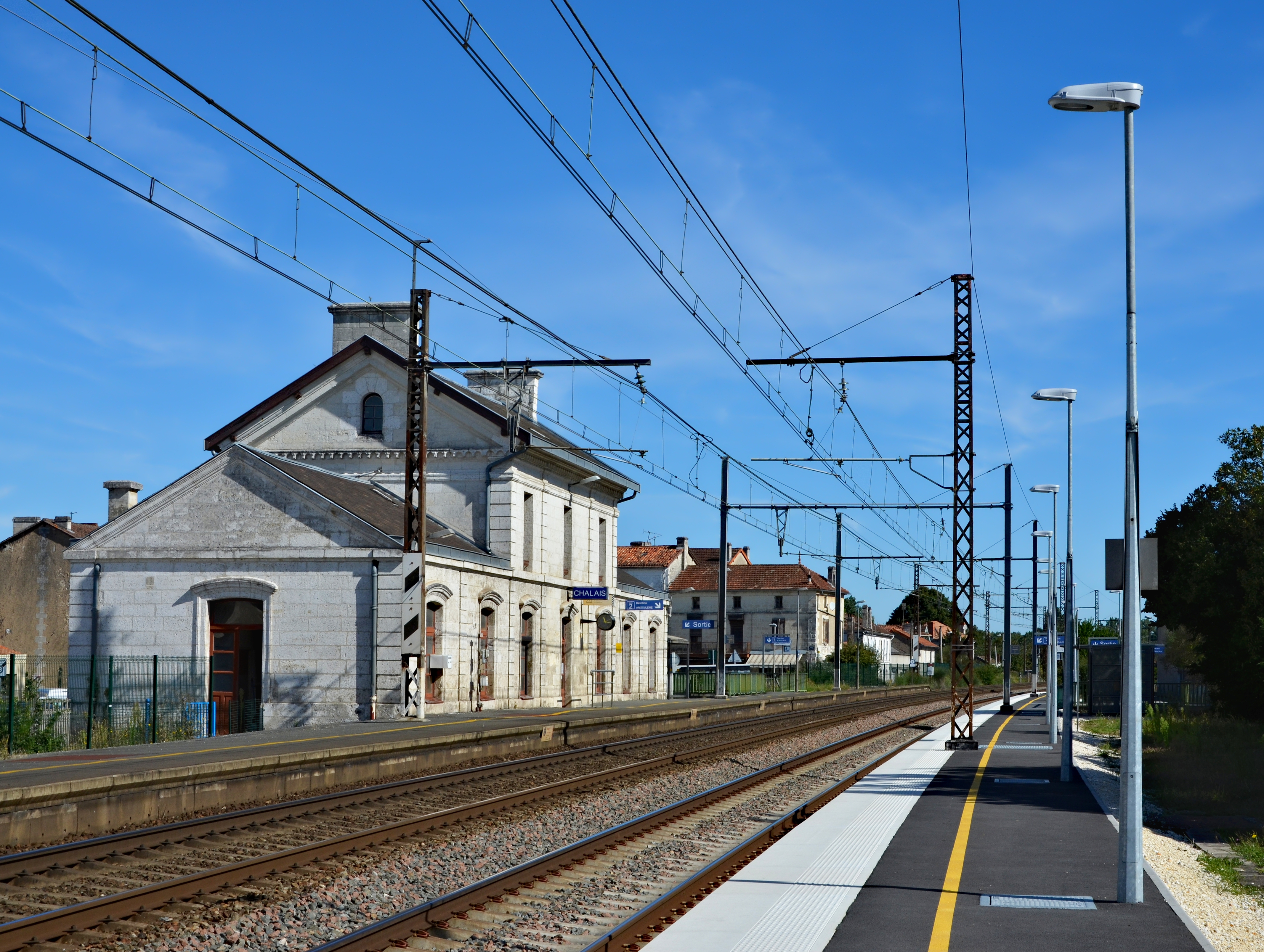
沙莱火车站

沙莱位于巴黎－波尔多铁路上。沙莱站位于市区中部，停靠往返于昂古莱姆和波尔多一线的区域列车。

### 航空
沙莱境内建有同名飞行场，供当地商务、救援等活动使用。
距离沙莱最近的民用航空站为97公里外的波尔多-梅里尼亚克机场。

### 城市公共交通
截至2023年8月，沙莱暂无城市公共交通系统。

## 政治

### 市政内阁

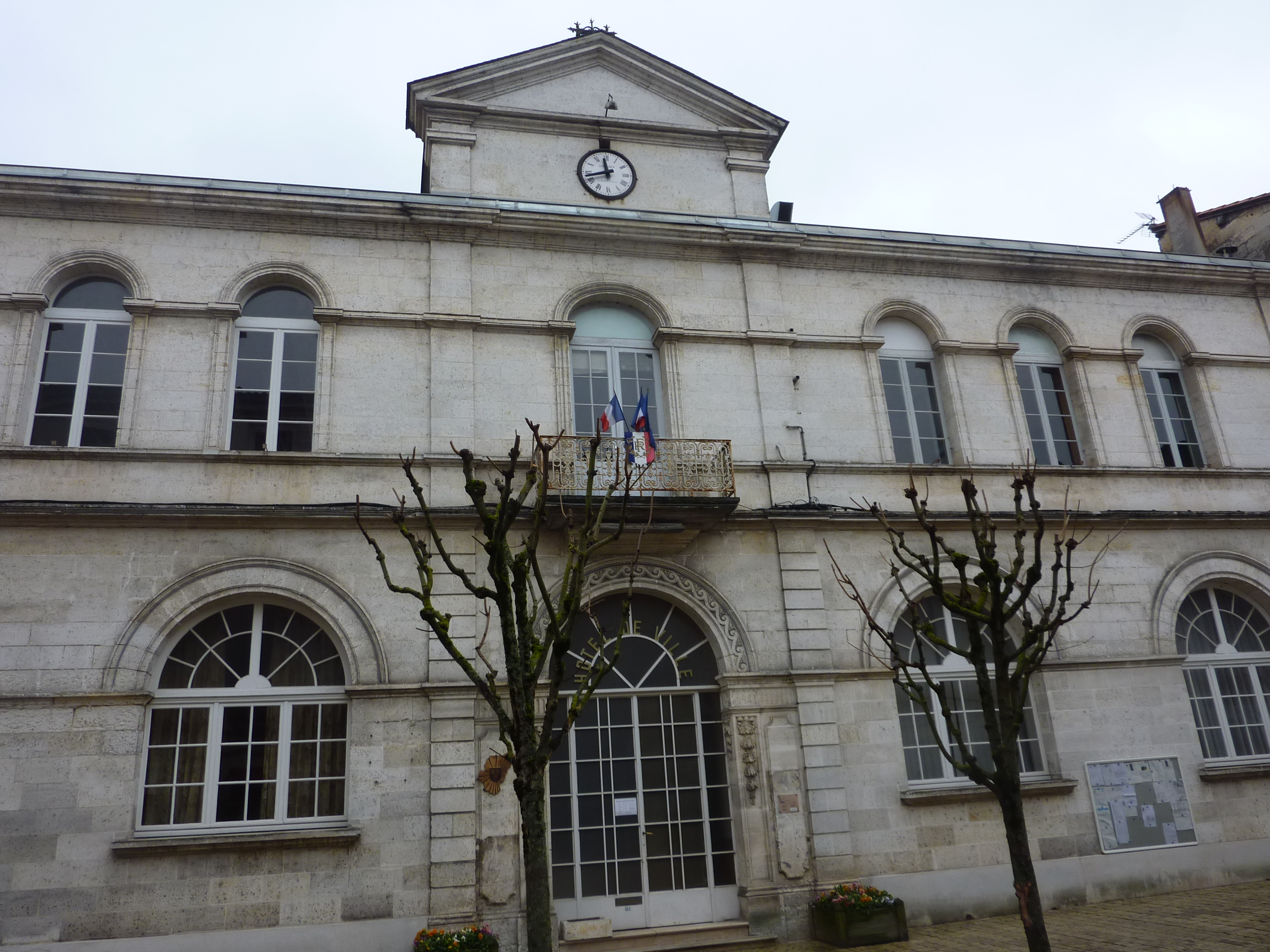
沙莱市政厅

沙莱的现任市长为若埃尔·博尼法斯先生（Joël BONIFACE），他是一名无党派人士，在2020年的市政选举中获得了55.43%的支持率。
| 沙莱历届市长           | 沙莱历届市长                            | 沙莱历届市长                |
| 任期                   | 市长                                    | 党派                        |
| ---------------------- | --------------------------------------- | --------------------------- |
| （1983年以前资料暂缺） |                                         |                             |
| 1983年－2001年         | Jean LACAMOIRE 让·拉卡穆瓦尔            | PS社会党 →DVD右翼无党派人士 |
| 2001年－2008年         | Jean-Claude DELANNOY 让-克洛德·德拉努瓦 | PS社会党                    |
| 2008年－2020年         | Jean-Claude MAURY 让-克洛德·莫里        | CD法国民主中心              |
| 2020年－               | Joël BONIFACE 若埃尔·博尼法斯           | 無黨籍                      |

### 各级选举
| 沙莱历届投票选举结果 | 沙莱历届投票选举结果 | 沙莱历届投票选举结果 | 沙莱历届投票选举结果 | 沙莱历届投票选举结果              | 沙莱历届投票选举结果 | 沙莱历届投票选举结果 | 沙莱历届投票选举结果        | 沙莱历届投票选举结果 | 沙莱历届投票选举结果 |
| 选举项目             | 选举范围             | 选区单位             | 选区单位内的选举结果 | 选区单位内的选举结果              | 选区单位内的选举结果 | 选区单位内的选举结果 | 选区单位内的选举结果        | 选区单位内的选举结果 | 参考资料             |
| 选举项目             | 选举范围             | 选区单位             | 第一轮胜出者         | 第一轮胜出者                      | 支持率               | 第二轮胜出者         | 第二轮胜出者                | 支持率               | 参考资料             |
| -------------------- | -------------------- | -------------------- | -------------------- | --------------------------------- | -------------------- | -------------------- | --------------------------- | -------------------- | -------------------- |
| 2017年法國總統選舉   | 法國                 | 市镇                 |                      | 玛丽娜·勒庞                       | 26.65%               |                      | 埃马纽埃尔·马克龙           | 59.42%               | [ 23 ]               |
| 2017年法国立法选举   | 夏朗德省第二选区     | 市镇                 |                      | 桑德拉·马尔索                     | 35.9%                |                      | 桑德拉·马尔索               | 59.54%               | [ 23 ]               |
| 2019年欧洲议会选举   | 法國                 | 市镇                 |                      | 若尔当·巴尔代拉                   | 35.41%               | （不适用）           | （不适用）                  | （不适用）           | [ 25 ]               |
| 2021年法国省级选举   | 夏朗德省             | 县                   |                      | 帕特里克·加莱斯 内莉·韦尔热       | 34.7%                |                      | 帕特里克·加莱斯 内莉·韦尔热 | 53.52%               | [ 26 ]               |
| 2021年法国省级选举   | 夏朗德省             | 市镇                 |                      | 若埃尔·博尼法斯 马尔蒂娜·塞加利尼 | 46.04%               |                      | 帕特里克·加莱斯 内莉·韦尔热 | 57.29%               | [ 26 ]               |
| 2021年法国大区选举   |                      | 市镇                 |                      | 埃德维热·迪亚兹                   | 30.17%               |                      | 阿兰·鲁塞                   | 36.95%               | [ 27 ]               |
| 2022年法国总统选举   | 法國                 | 市镇                 |                      | 玛丽娜·勒庞                       | 32.14%               |                      | 玛丽娜·勒庞                 | 50.56%               | [ 23 ]               |
| 2022年法国立法选举   | 夏朗德省第二选区     | 市镇                 |                      | 玛索·拉帕斯                       | 26.8%                |                      | 桑德拉·马尔索               | 50.27%               | [ 23 ]               |

## 人口
2020年，沙莱市镇人口数量为1,786，在法国排名第5,996位。其中男性805人，女性971人，75岁及以上人口占18.5%，外籍人口数量为92人，人口密度为102人/平方公里，当地居民被称为（男性）或（女性）。2020年，沙莱境内出生11人，死亡人口42人。
| 沙莱1901年－2020年人口变化情况 |
|                                |
| 数据来源：Cassini、INSEE       |

## 经济
沙莱是一个区域性的中心城市。截至2023年8月，沙莱市镇范围内共有各类用人单位（包含自雇）419家，平均历史为18年，其中99.57%为中小型企业（PME），2023年6月至8月间，当地的经济活力指数为0。 （面包房）、（肉制品加工）及（企业管理）是当地2021年营业额最高的三个企业，分别为1,162,365欧元、1,084,757欧元和720,887欧元。

## 财政与居民收入
2021年，沙莱的财政收入总额为1,444,980欧元，财政支出总额为1,192,770欧元，当年的债务总额为474,810欧元。2021年，沙莱市镇通过增值税获得14,960欧元的收入，此外当地还共获得了39,360欧元的国家直接财政补助。
2019年，沙莱的人均月收入总额为1,301欧元，低于法国平均水平（2,303欧元）。
2019年，沙莱境内的青壮年（15至64岁）失业率为19.3%；当地25.1%的家庭拥有纳税资格，平均纳税1,612欧元，低于法国平均水平（4,393欧元）。

## 社会事务

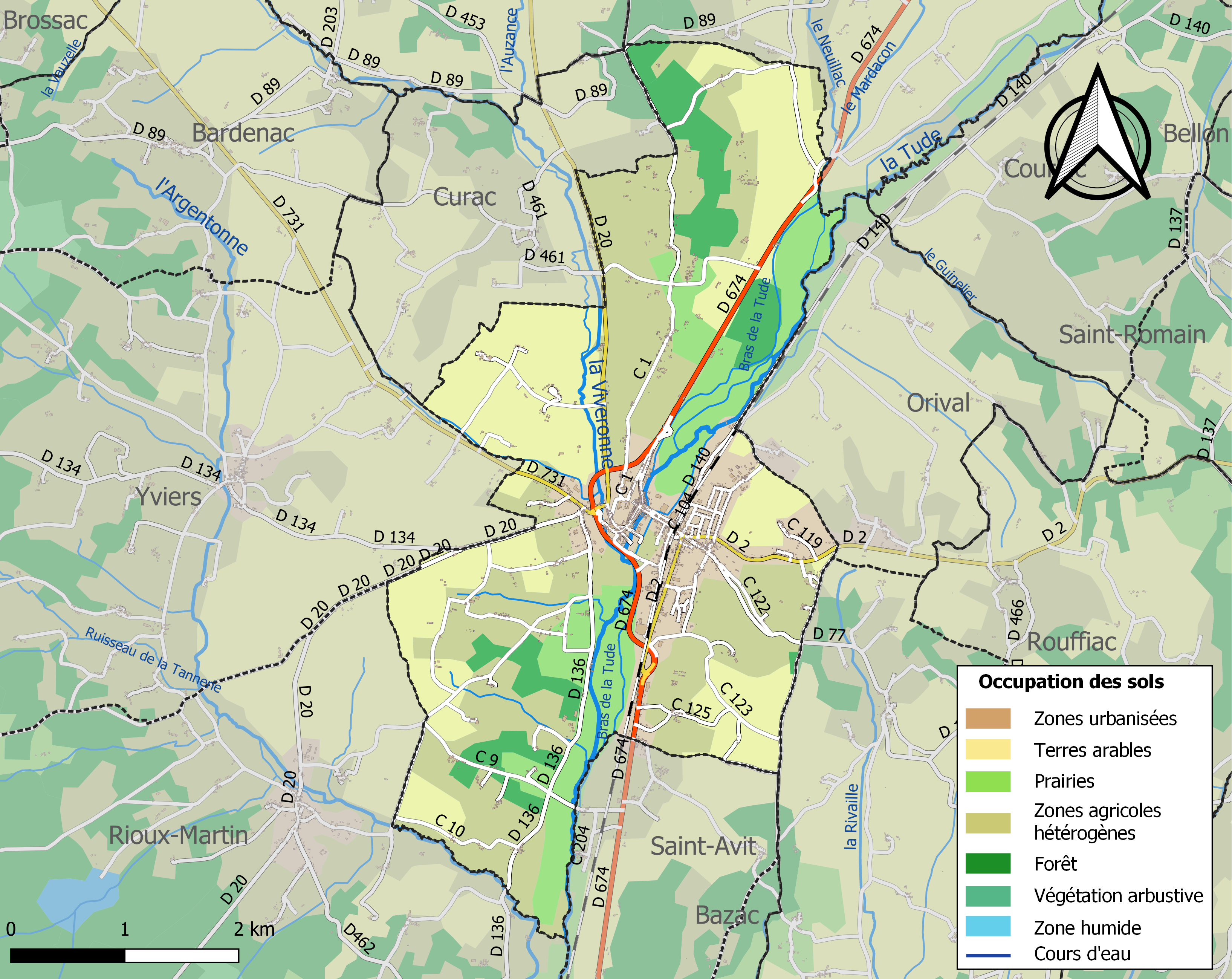
沙莱土地利用情况地图

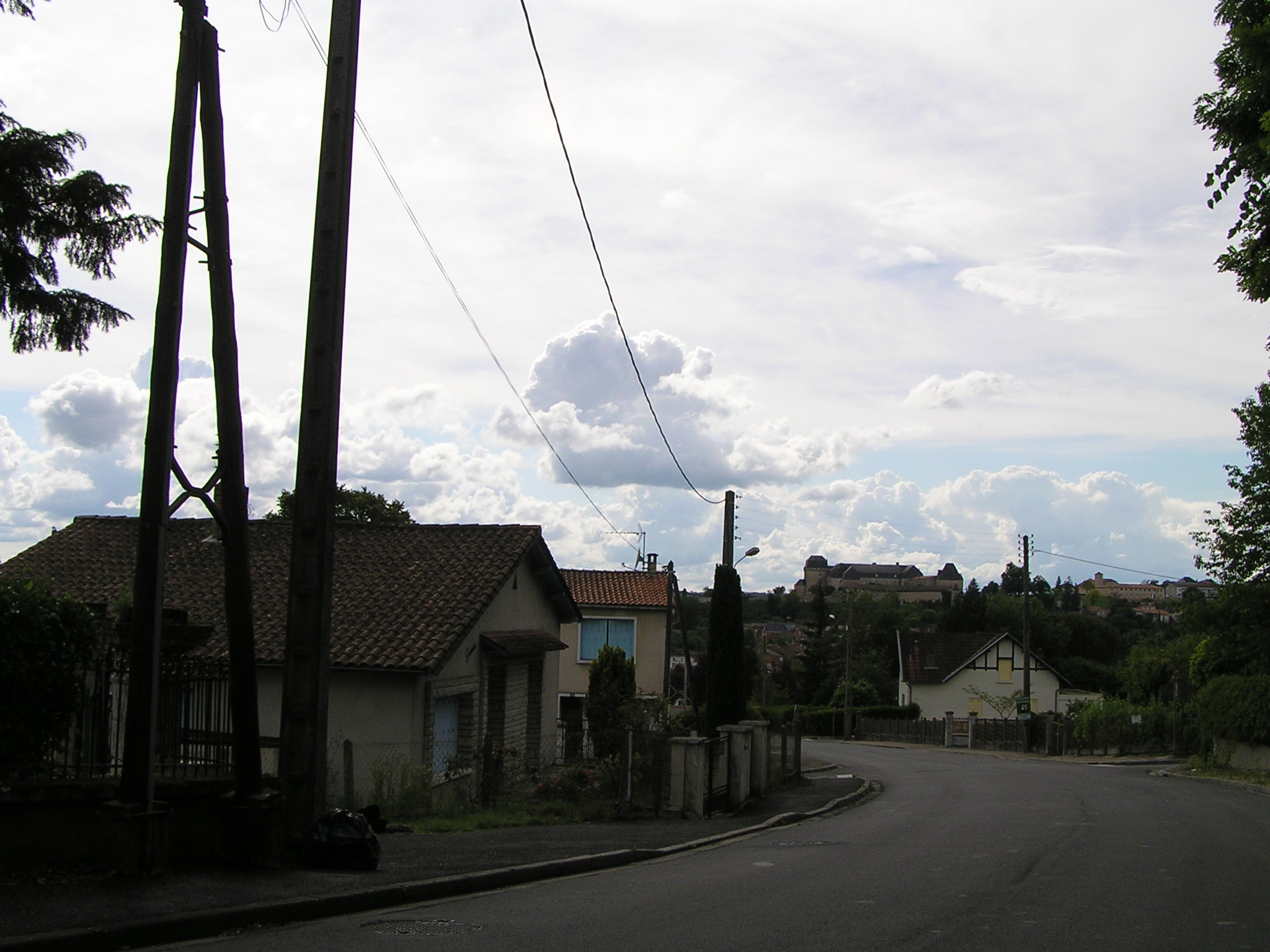
圣克里斯托夫街

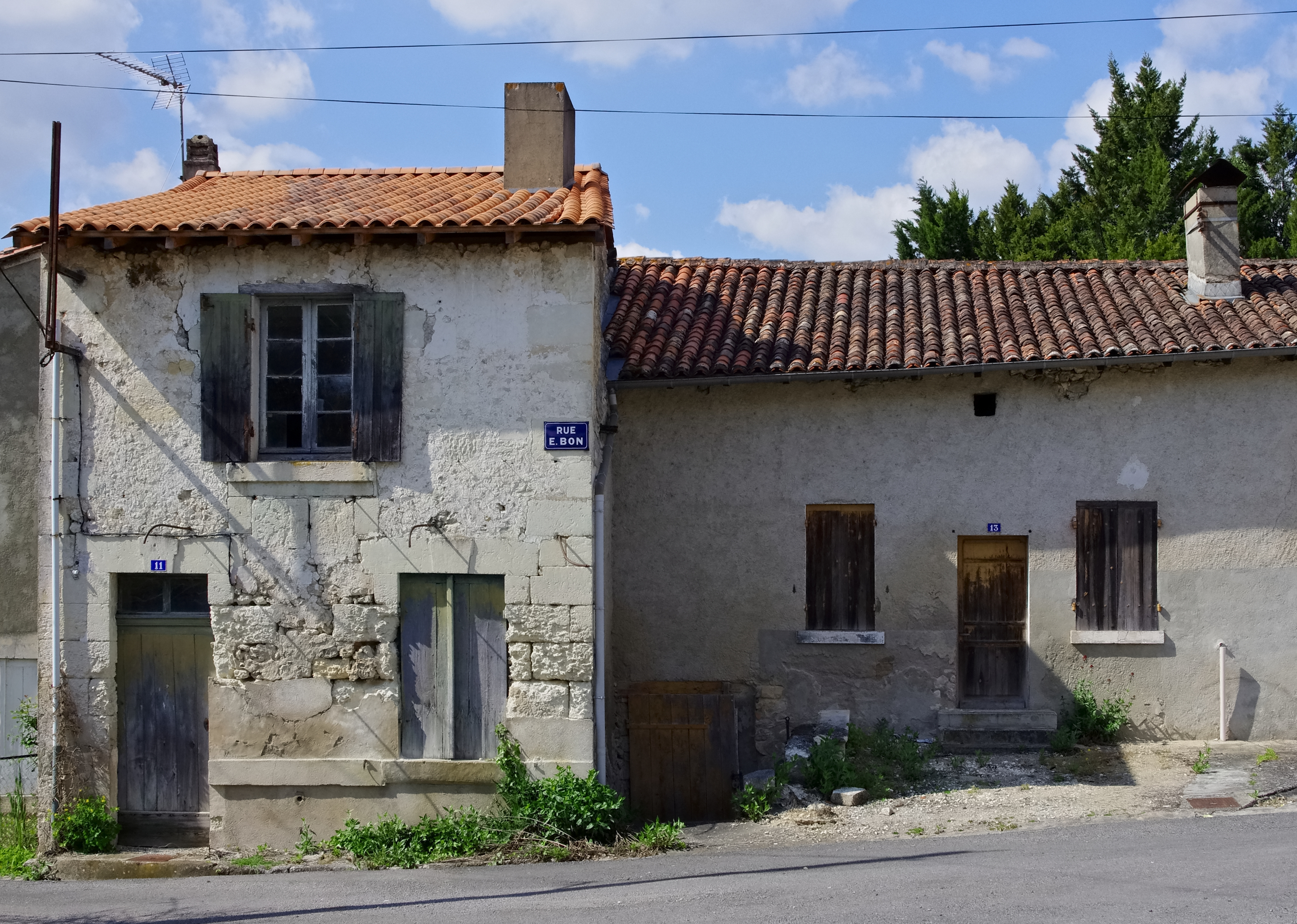
一处传统民居

### 教育
沙莱属于普瓦捷学区。截至2021年1月1日，沙莱境内共有1所幼儿园、2所小学和1所初级中学。2021至2022学年度，沙莱境内共有在校中等教育阶段学生169名。

### 医疗
截至2021年1月1日，沙莱境内共有全科医生4名、保健师4名、牙医2名和护士7名。境内共有药房1家、残疾人帮扶中心2家。
距离沙莱最近的区域性医疗机构为“南部夏朗德省医疗集团”（Hôpitaux du Sud Charente），其主病区位于巴伯济约-圣伊莱尔市区东部，距离沙莱市区的正常车程大约28分钟，该院设有床位382个，是当地规模最大的公立综合性医院。

### 住房
2019年，沙莱境内共有各类住房1,225套，其中80.9%为独立式居民区，17.8%为集中式居民区。常住房屋占沙莱市镇范围内居民建筑总量的70.6%。
在住房保障政策方面，2021年，沙莱境内共有239户家庭获得了住房经济补助，受益人数占总人口数量的13.4%，其中227份为房租补助。

### 商业
2021年，沙莱境内共有各类实体商铺82家，其中餐厅7家、大型超市3家、杂货店0家、面包房4家、肉铺3家、书店2家、装饰品店1家、美容美发店6家、汽车维修店9家。镇中心建有Intermarché和Bricomarché购物商场。

### 体育
2021年，沙莱境内共有1家游泳池、1间体育馆、4处网球场、1处马术场、1处足球或橄榄球场以及1处篮球或排球场。
截至2023年8月，南部夏朗德足球俱乐部（Football Club Sud Charente，编号581750）是沙莱境内唯一的一家注册足球俱乐部，该足球队成立于2016年，其主队2023至2024赛季参加夏朗德省足球联赛乙组（法国第十级别），其主场为市政球场（Stade Municipal）。

### 环境
沙莱的环境事务由其所属的拉瓦莱特-蒂德-德罗讷市镇公共社区联合各级政府协调负责。2021年，沙莱境内暂无污染企业。

### 治安
2021年，沙莱市镇范围内有1处宪兵队。
沙莱及其附近的共112个市镇是昂古莱姆国家宪兵队（zone gendarmerie d'Angoulême）的管辖范围。2020年，该宪兵队累计记录各类案件2,358起，其中盗窃类案件1,108起，经济类案件534起，毒品交易类案件74起。

## 文化

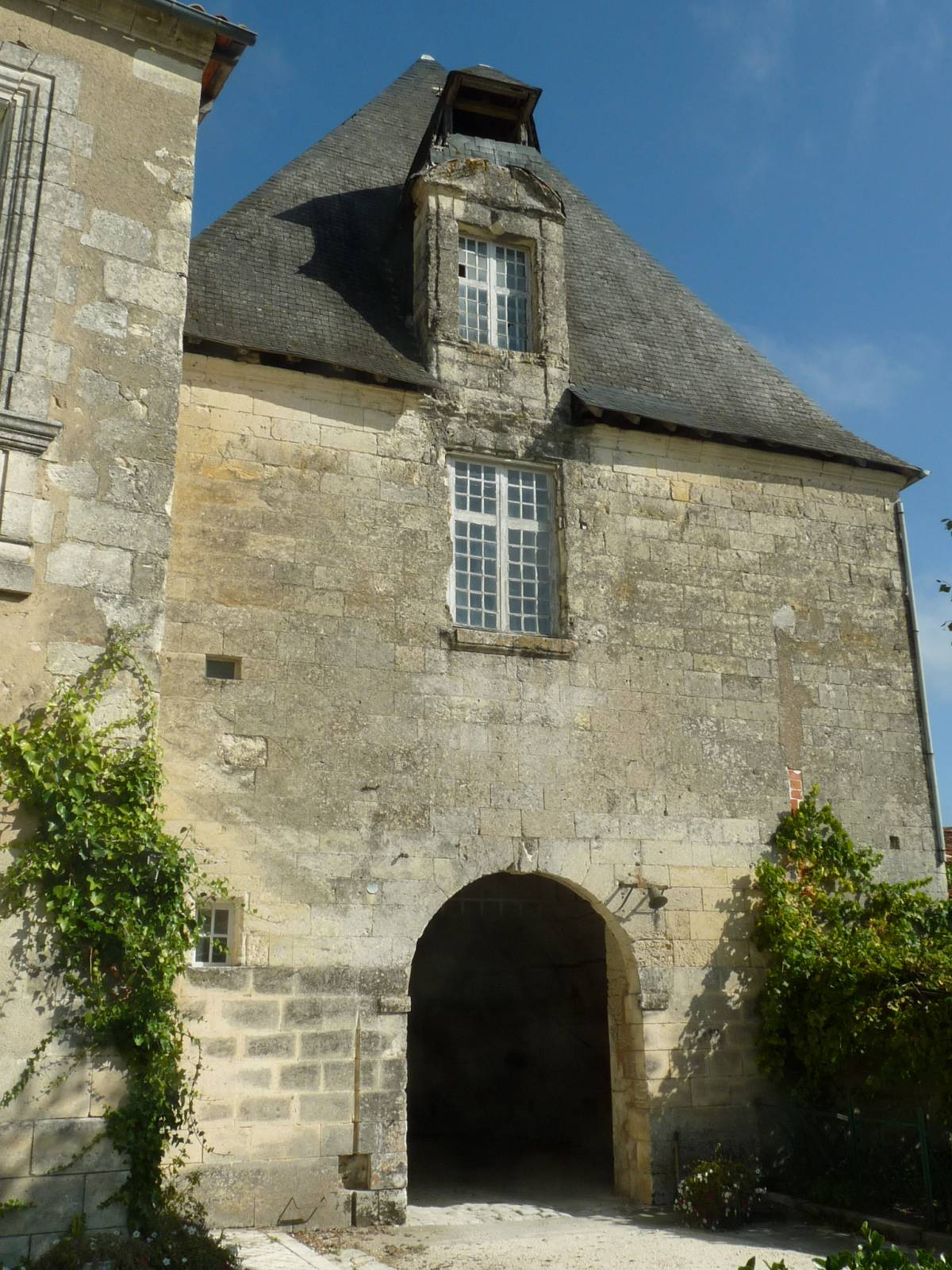
圣马夏尔城堡的一处城门

2021年，沙莱境内暂无任何文化设施。沙莱市政府提供多媒体中心，每周一、三、五、六向公众开放。

### 建筑
沙莱境内有多处历史建筑，其中沙莱城堡、圣马夏尔教堂等为法国国家文物保护单位，圣母小教堂（Chapelle Notre-Dame de Chalais）等亦是当地的地标性建筑物。

### 旅游
沙莱的旅游事务由其所属的拉瓦莱特-蒂德-德罗讷市镇公共社区负责。2022年，沙莱境内暂无任何游客接待设施。

### 媒体
法国主要的媒体均可在沙莱接收，法国电视三台下属的新阿基坦大区频道在部分时段播出沙莱所在夏朗德省的地方新闻。《自由夏朗德报》、《西南报》、蓝色法兰西普瓦图广播、云雀广播等为当地主要的地方性媒体。

## 友好城市
截至2023年8月，沙莱共与三座城市建立了友好城市关系：
- 德国 巴特绍尔高
- 瑞士 沙莱
- 法國 斯蒂兰旺代勒